# Reinhard Breuer
Reinhard Breuer (1946) é um astrofísico e jornalista científico alemão.
Breuer estudou física e matemática na Universidade de Würzburgo, Universidade de Michigan em Ann Arbor, Universidade de Maryland em College Park e na Universidade de Oxford. Lá obteve o doutorado com tese sobre radiação gravitacional em buracos negros. Em seguida foi durante seis anos pós-doutorando no Max-Planck-Institut für Astrophysik em Garching bei München, quando começou a interessar-se pelojornalismo científico, e habilitou-se na Universidade de Munique. Foi porta-voz do Instituto Max Planck de Física do Plasma, redator científico da Geo e na Daimler-Benz na seção de tecnologia da comunicação em Stuttgart. De 1998 a 2010 foi redator-chefe da Spektrum der Wissenschaft, onde é atualmente redator livre.

## Obras
- Pfeile der Zeit. Über das Fundamentale in der Natur, Ullstein 1987
- com Hans Lechleitner Der lautlose Schlag, Ullstein 1983
- Das anthropische Prinzip, Ullstein 1997 (zuerst Meyster Verlag 1981)
- Gravitational perturbation theory and synchrotron radiation, Lecture Notes in Physics 44, Springer Verlag 1975
- Kontakt mit den Sternen, Umschau Verlag 1978
- Editor. Der Flügelschlag des Schmetterlings. Ein neues Weltbild durch die Chaosforschung, DVA 1993